# Elitserien i ishockey 1981/1982
Elitserien i ishockey 1981/1982 spelades 4 oktober 1981 till 7 mars 1982 och hade 36 omgångar i grundserien. Lag 1-4 till slutspel om svenska mästerskapet, lag 5-8: kvar i Elitserien men inget slutspel. Lag 9 till nedflyttningskval. Lag 10 till Division I. Slutspelet avgjordes i bäst av tre matcher i semifinalerna, bäst av fem i finalerna. Seger = 2 poäng. Oavgjort = 1 poäng. Förlust = 0 poäng. Färjestads BK vann serien, men AIK blev svenska mästare efter seger mot IF Björklöven i finalserien.

## Deltagande lag
| Lag                | Ort          | Arena                  | Plac | 1:a säs.  | Sedan     |
| ------------------ | ------------ | ---------------------- | ---- | --------- | --------- |
| AIK                | Stockholm    | Johanneshovs Isstadion | 2    | 1975/1976 | 1975/1976 |
| Brynäs IF          | Gävle        | Gavlerinken            | 7    | 1975/1976 | 1975/1976 |
| Djurgårdens IF     | Stockholm    | Johanneshovs Isstadion | 6    | 1975/1976 | 1977/1978 |
| Färjestads BK      | Karlstad     | Färjestads ishall      | 3    | 1975/1976 | 1975/1976 |
| IF Björklöven      | Umeå         | Umeå ishall            | 5    | 1976/1977 | 1978/1979 |
| Leksands IF        | Leksand      | Leksands Isstadion     | 9    | 1975/1976 | 1975/1976 |
| Modo AIK           | Örnsköldsvik | Kempehallen            | 8    | 1975/1976 | 1975/1976 |
| Skellefteå AIK     | Skellefteå   | Skellefteå Isstadion   | 1    | 1975/1976 | 1975/1976 |
| Timrå IK           | Timrå        | Timrå Isstadion        |      | 1975/1976 | 1980/1981 |
| Västra Frölunda IF | Göteborg     | Scandinavium           | 4    | 1975/1976 | 1975/1976 |

## Grundserien

### Slutställning
Lag 1–4: Slutspel
Lag 9: Nedflyttningskval
Lag 10: Nedflyttade
| Nr | Lag               | S  | V  | O  | F  | GM  | IM  | MS  | P  |
| -- | ----------------- | -- | -- | -- | -- | --- | --- | --- | -- |
| 1  | Färjestad BK (RM) | 36 | 20 | 7  | 9  | 146 | 108 | +38 | 47 |
| 2  | IF Björklöven     | 36 | 19 | 4  | 13 | 143 | 117 | +26 | 42 |
| 3  | AIK               | 36 | 15 | 9  | 12 | 136 | 123 | +13 | 39 |
| 4  | Modo AIK          | 36 | 15 | 7  | 14 | 149 | 135 | +14 | 37 |
| 5  | Skellefteå AIK    | 36 | 15 | 6  | 15 | 129 | 111 | +18 | 36 |
| 6  | Leksands IF       | 36 | 13 | 10 | 13 | 155 | 162 | −7  | 36 |
| 7  | Västra Frölunda   | 36 | 14 | 7  | 15 | 132 | 123 | +9  | 35 |
| 8  | Brynäs IF         | 36 | 14 | 6  | 16 | 122 | 138 | −16 | 34 |
| 9  | Djurgårdens IF    | 36 | 11 | 8  | 17 | 109 | 128 | −19 | 30 |
| 10 | Timrå IK          | 36 | 10 | 4  | 22 | 106 | 182 | −76 | 24 |

## SM-slutspel

### Slutspelsträd
|                 | Semifinaler | Semifinaler   | Semifinaler |   |   | Final         | Final | Final |
|                 |             |               |             |   |   |               |       |       |
|                 |             |               |             |   |   |               |       |       |
|                 | 2           | IF Björklöven | 2           |   |   |               |       |       |
|                 | 4           | Modo AIK      | 0           |   |   |               |       |       |
|                 |             |               |             |   |   |               |       |       |
|                 |             |               |             |   |   |               |       |       |
|                 |             |               |             |   | 2 | IF Björklöven | 2     |       |
|                 |             | 3             | AIK         | 3 |   |               |       |       |
|                 |             |               |             |   |   |               |       |       |
|                 |             |               |             |   |   |               |       |       |
|                 |             |               |             |   |   |               |       |       |
|                 |             |               |             |   |   |               |       |       |
|                 | 1           | Färjestads BK | 0           |   |   |               |       |       |
|                 | 3           | AIK           | 2           |   |   |               |       |       |
| Tabellplacering |             |               |             |   |   |               |       |       |

### Semifinaler
- Färjestads BK–AIK 0–2 i matcher
  - 9 mars 1982: Färjestads BK–AIK 4–5
  - 11 mars 1982: AIK–Färjestads BK 4–0  (AIK vidare med 2-0 i matcher)
- IF Björklöven–Modo AIK 2–0 i matcher
  - 9 mars 1982: IF Björklöven–Modo AIK 4–3
  - 11 mars 1982: Modo AIK–IF Björklöven 3–6 (IF Björklöven vidare med 2-0 i matcher)

### Finaler
- IF Björklöven–AIK 2–3 i matcher
  - 16 mars 1982: IF Björklöven–AIK 2–0
  - 18 mars 1982: AIK–IF Björklöven 3–2
  - 21 mars 1982: IF Björklöven–AIK 3–4
  - 23 mars 1982: AIK–IF Björklöven 2–4
  - 25 mars 1982: AIK–IF Björklöven 3–2 (Matchen spelades i Scandinavium.)

AIK:s första SM-Guld i ishockey på 35 år.

### Fotnoter
1. ↑  ”Coupe d'Europe 1982/83” (på franska). Hockeyarchives. 1982-1983. http://www.passionhockey.com/hockeyarchives/Europe1983.htm. Läst 12 juli 2014.